# Ceranisus lepidotus
Ceranisus lepidotus är en stekelart som beskrevs av Graham 1963. Ceranisus lepidotus ingår i släktet Ceranisus och familjen finglanssteklar.
Artens utbredningsområde är:
- Tjeckien.
- Spanien.

Inga underarter finns listade.